# Calzada del Coto
Calzada del Coto è un comune spagnolo di 222 abitanti (INE 2023) situato nella Provincia di León nella comunità autonoma di Castiglia e León. È formato dai comuni di Calzada del Coto e Codornillos. È un punto di passaggio del Cammino di Santiago di Compostela, in particolare del Cammino Francese.